# Epping (stanice metra v Londýně)
Epping je stanice londýnského metra ve stejnojmenném městě v hrabství Essex, otevřená roku 1865. Roku 2008 proběhla petice o znovuotevření stanic North Weald a Ongar. 11. prosince 2008 byla petice ukončena s 1012 podpisy a v roce 2012 byla znovu otevřena trať Epping-Ongar. Autobusové spojení zajišťují linky: 7, 19, 20, 21, 380, 381, 382, 501, 541, 900 a 339. Stanice se nachází v přepravní zóně 6 a leží na lince:
- Central Line (zde linka nyní končí, před touto stanicí je Theydon Bois)
- Vlakový spoj Epping-Ongar

| Rok  | Počet cestujících |
| ---- | ----------------- |
| 2011 | 3,10 mil.         |
| 2012 | 3,03 mil.         |
| 2013 | 3,14 mil.         |
| 2014 | 3,07 mil.         |